# Index vnímání korupce

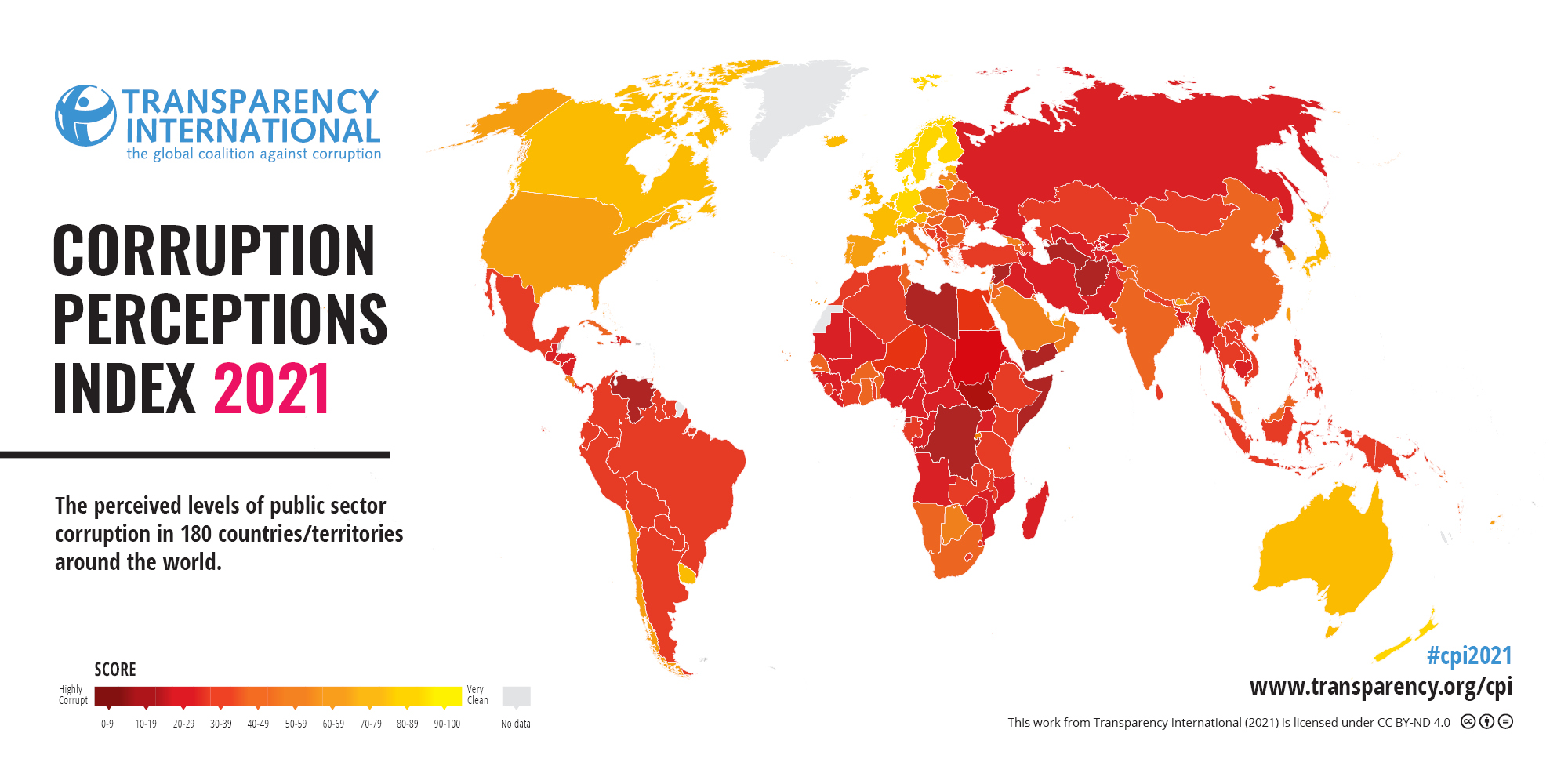
Index vnímání korupce (Corruption Perceptions Index - CPI) za rok 2021. Země s nejvyšší mírou korupce jsou vyznačena tmavě červeně, naopak s nejnižší světle žlutě.

Index vnímání korupce (Corruption Perceptions Index), zkratka CPI, je médii a veřejností nejsledovanější a také jediný globální index, který se zaměřuje na vnímání existence korupce mezi úředníky veřejné správy a politiky a definuje korupci jako zneužívání veřejné pravomoci k osobnímu prospěchu. Od roku 1995 jej sestavuje mezinárodní nevládní organizace Transparency International. V roce 2003 index srovnával 133 zemí, v roce 2021 pak 180 zemí. V rozsahu indexu znamená 0 nejvyšší korupci a 100 korupci nejnižší. Nejedná se o vox populi, ale o expertní hodnocení.

## Metodika výpočtu CPI
Protože korupce samotná je velmi těžko měřitelný jev (kvůli snaze jejích aktérů utajit ji), Index vnímání korupce není postaven na exaktních datech, jako je například počet lidí odsouzených za korupci (což by vypovídalo spíše o efektivnosti soudů daného státu než o reálném stavu korupce). Místo toho se používá měření vnímání korupce těmi, kteří s ní mohou přijít do kontaktu. CPI měří vnímanou korupci ve veřejném sektoru – mezi úředníky a politiky, nikoli uvnitř soukromého sektoru.
Ve snaze o co nejvyšší vypovídající hodnotu CPI kombinuje více průzkumů s odlišnou metodikou (od roku 2012 se využívá 13 dílčích zdrojů). Průzkumy jsou sestaveny z dotazování podnikatelů, expertů a analytiků, v minulosti i veřejnosti. Kvůli větší efektivitě jsou do celkových výsledků zahrnuty jen státy s minimálně třemi průzkumy. U každého státu se až do roku 2011 započítávaly i výsledky z předchozích let, důvodem byla snaha, aby nedocházelo k velkým rozdílům mezi jednotlivými roky způsobeným například případnými velkými korupčními skandály.
V roce 2012 došlo ke změně a vylepšení metodologie, kdy je možné meziročně hodnotit a porovnávat jednotlivé výsledky v rámci CPI. Od roku 2012 se také používá bodová škála 0-100, zatímco do roku 2011 byly výsledky udávány na škále 0-10 (v obou případech vyšší číslo znamená menší míru vnímané korupce). Vzhledem k této změně metodiky nelze objektivně porovnávat bodové ohodnocení jednotlivých zemí před a po roce 2012.

## Výsledky CPI
Výsledky CPI za uplynulý rok zveřejňuje Transparency International v lednu následujícího roku. V roce 2021 žebříček hodnotil 180 teritorií a států. V letech 2012–2021 se Česká republika v žebříčku zemí pohybovala v rozmezí 38. – 57. místa. V roce 2021 skončila na 49. místě s 54 body ze 100 možných. ČR zaostává oproti průměru Evropské unie (64 bodů) o 10 bodů. V rámci sedmadvacítky členských zemí EU se tak ČR drží třetím rokem na 19. místě. V roce 2021 se na sdíleném prvním CPI místě umístilo Dánsko, Nový Zéland a Finsko, shodně s 88 body, na posledním místě pak Jižní Súdán s 11 body. Česko v roce 2023 získalo v rámci CPI 57 bodů ze 100 možných a obsadilo 41. příčku ze 180 hodnocených zemí světa. Oproti loňskému výsledku si polepšilo o jeden bod, pozice v žebříčku se ale nezměnila. Stále tak zaostáváme o 7 bodů za průměrem Evropské unie. V roce 2024 Česko obsadilo 46. příčku ze 180 hodnocených zemí světa a získalo 56 bodů ze 100 možných. Bodový průměr EU (62 b.) stále ČR uniká. 
Častým jevem ve výsledcích je velmi podobné umístění sousedních zemí se společnou historií, což dokládá i umístění Slovenska v roce 2021 o sedm příček a dva body za Českou republikou. Z výsledků lze také pozorovat, že umístění dané země v žebříčku CPI zčásti odpovídá výši HDP; země s vyšším HDP se obecně umisťují v žebříčku CPI výše než rozvojové země s nízkým HDP. Z průzkumů dále vychází, že korupci v daném státě vnímají velmi podobně domorodí obyvatelé i přistěhovalci, kteří mají možnost srovnání se svým rodným státem.

## Česko v CPI
| Rok  | Pozice (180 zemí) | Skóre (0-100 bodů) | Bodová změna ve skóre |
| ---- | ----------------- | ------------------ | --------------------- |
| 2024 | 46.               | 56                 | ▼ -1                  |
| 2023 | 41.               | 57                 | ▲ +1                  |
| 2022 | 41.               | 56                 | ▲ +2                  |
| 2021 | 49.               | 54                 | –                     |
| 2020 | 49.               | 54                 | ▼ -2                  |
| 2019 | 44.               | 56                 | ▼ -3                  |
| 2018 | 38.               | 59                 | ▲ +2                  |
| 2017 | 42.               | 57                 | ▲ +2                  |
| 2016 | 47.               | 55                 | ▼ −1                  |
| 2015 | 38.               | 56                 | ▲ +5                  |
| 2014 | 50.               | 51                 | ▲ +3                  |
| 2013 | 57.               | 48                 | ▼ -1                  |
| 2012 | 54.               | 49                 | –                     |